# Lista do patrimônio histórico no Brasil
Esta é uma lista do patrimônio histórico, arqueológico, etnográfico, paisagístico, de belas-artes e de artes aplicadas tombado no Brasil, nos níveis federal e estadual, organizado por estados.